# Norbert Christian Wolf
Norbert Christian Wolf (* 1970 in Innsbruck) ist ein österreichischer Germanist.

## Leben
Wolf studierte von 1989 bis 1994 Germanistik, Geschichte sowie Allgemeine und Vergleichende Literaturwissenschaft an den Universitäten Wien, Paris und Berlin; 1994 wurde er in Wien zum Magister der Philosophie (Mag.phil.) ernannt. 1994/95 war er als wissenschaftlicher Mitarbeiter am FWF-Projekt „Kulturelle Ausgleichsprozesse im Spiegel der literarischen Produktivität innerhalb der klösterlichen Hauskultur 1700–1800“ an der Universität Wien tätig.
Von 1995 bis 1998 hatte Wolf ein Promotionsstipendium der Studienstiftung des Deutschen Volkes inne und arbeitete im Zuge dessen an seiner Dissertation. 1998/99 arbeitete er als wissenschaftlicher Mitarbeiter im Fachbereich Germanistik der Freien Universität Berlin, wo er 1999 auch promovierte und bis 2004 als wissenschaftlicher Mitarbeiter am Institut für Deutsche und Niederländische Philologie tätig war.
Nach einem APART-Stipendium der Österreichischen Akademie der Wissenschaften in Wien (2004) war Wolf von 2005 bis 2009 Juniorprofessor für Neuere deutsche Literatur und Literaturtheorie am Institut für Deutsche und Niederländische Philologie der Freien Universität Berlin. 2009 habilitierte er ebenda und erhielt eine Professur an der Universität Salzburg. Seit September 2020 ist er Universitätsprofessor an der Universität Wien.
Seit 2016 ist Wolf außerdem Präsident der Internationalen Robert-Musil-Gesellschaft, seit 2021 Präsident des Vereins Neugermanistik Wien. 2023 hat er die Leitung der Forschungsstelle Thomas Bernhard der Österreichischen Akademie der Wissenschaften übernommen.

## Forschungsschwerpunkte
- Deutschsprachige Literatur des 18. bis 21. Jahrhunderts
- Österreichische Literatur
- Literatursoziologie
- literarische Ästhetik
- Intermedialität
- Literaturtheorie
- Aufklärung
- Klassik und Klassikforschung
- (klassische) Moderne
- Gegenwartsliteratur

## Schriften (Auswahl)

### Monographien
- Streitbare Ästhetik. Goethes kunst- und literaturtheoretische Schriften 1771–1789. Tübingen: Niemeyer 2001, ISBN 3-484-35081-4.
- Kakanien als Gesellschaftskonstruktion. Robert Musils Sozioanalyse des 20. Jahrhunderts. Wien/Köln/Weimar: Böhlau 2011, ISBN 3-205-78740-4. doi:10.26530/oapen_437166.
- Eine Triumphpforte österreichischer Kunst. Hugo von Hofmannsthals Gründung der Salzburger Festspiele. Salzburg 2014, ISBN 978-3-99027-059-2.
- Revolution in Wien. Die literarische Intelligenz im politischen Umbruch 1918/19. Weimar 2018, ISBN 3-205-20077-2.
- Glanz und Elend der Aufklärung in Wien. Voraussetzungen – Institutionen – Texte. Wien/Köln: Böhlau 2023 (=Literaturgeschichte in Studien und Quellen, Bd. 35). doi:10.7767/9783205217527.

### Editionen
- Max Reinhardt: Regiebuch zu Hugo von Hofmannsthals Jedermann. Bd. 2: Edition und Kommentare. Hg. mit Harald Gschwandtner, Evelyn Annuß und Edda Fuhrich für den Salzburger Festspielfonds. Wien: Hollitzer 2020.
- Johann Wolfgang Goethe (Hg.): Die Propyläen. Eine periodische Schrifft. Kritische kommentierte Ausgabe. Hg. mit Daniel Ehrmann. Berlin/Boston: de Gruyter 2024 (in Vorbereitung).

### Herausgeberschaften
- Text und Feld. Bourdieu in der literaturwissenschaftlichen Praxis. Hg. mit Markus Joch. Tübingen: Niemeyer 2005 (Studien und Texte zur Sozialgeschichte der Literatur, Bd. 108).
- Mediale Erregungen? Autonomie und Aufmerksamkeit im Literatur- und Kulturbetrieb der Gegenwart. Hg. mit Markus Joch u. York-Gothart Mix gem. mit Nina Birkner. Tübingen: Niemeyer 2009 (Studien und Texte zur Sozialgeschichte der Literatur, Bd. 118).
- Terror und Erlösung. Robert Musil und der Gewaltdiskurs der Zwischenkriegszeit. Hg. mit Hans Feger u. Hans-Georg Pott. München: Fink 2009 (Musil-Studien, Bd. 37).
- Der neue Wettstreit der Künste. Legitimation und Dominanz im Zeichen der Intermedialität. Hg. mit Uta Degner. Bielefeld: transcript 2010.
- Musil-Forum. Studien zur Literatur der klassischen Moderne. Im Auftrag der Internationalen Robert-Musil-Gesellschaft hg. mit Rosmarie Zeller. Bd. 31 (2009/2010). Berlin/Boston: de Gruyter 2011 [Themenschwerpunkt: „Musil und die Fremdheit der Kultur“].
- ‚High‘ und ‚low‘. Zur Interferenz von Hoch- und Populärkultur in der Gegenwartsliteratur. Hg. mit Thomas Wegmann. Berlin/Boston: de Gruyter 2012 (Studien und Texte zur Sozialgeschichte der Literatur, Bd. 130).
- Musil-Forum. Studien zur Literatur der Klassischen Moderne. Im Auftrag der Internationalen Robert-Musil-Gesellschaft hg. mit Rosmarie Zeller. Bd. 32 (2011/2012). Berlin/Boston: de Gruyter 2013 [Themenschwerpunkt: „Drei Frauen: Neue Perspektiven“].
- Musil-Forum. Studien zur Literatur der Klassischen Moderne. Im Auftrag der Internationalen Robert-Musil-Gesellschaft hg. mit Rosmarie Zeller. Bd. 33 (2013/2014). Berlin/Boston: de Gruyter 2014 [Themenschwerpunkt: „Robert Musil und das literarische Leben seiner Zeit“].
- Klassizismus in Aktion. Goethes ‚Propyläen‘ und das Weimarer Kunstprogramm. Hg. mit Daniel Ehrmann. Wien/Köln/Weimar: Böhlau 2016 (Literaturgeschichte in Studien und Quellen, Bd. 24).
- Autorschaft und Poetik in Texten und Kontexten Georg Trakls. Hg. mit Uta Degner u. Hans Weichselbaum. Salzburg/Wien: Otto Müller 2016 (Trakl-Studien, Bd. XXVI).
- Robert-Musil-Handbuch. Hg. mit Birgit Nübel. Berlin/Boston: de Gruyter 2016.
- Musil-Forum. Studien zur Literatur der Klassischen Moderne. Im Auftrag der Internationalen Robert-Musil-Gesellschaft hg. mit Rosmarie Zeller. Bd. 34 (2015/2016). Berlin/Boston: de Gruyter 2016 [Themenschwerpunkt: „Robert Musil und der Erste Weltkrieg“].
- Poetologien des Posturalen. Inszenierungen von Autorschaft in der Literatur der Zwischenkriegszeit. Hg. mit Clemens Peck. Paderborn: Fink 2017.
- Von der Produktivkraft des Eigensinns. Die Literaturen des Karl-Markus Gauß. Hg. mit Werner Michler u. Klemens Renoldner. Salzburg/Wien: Otto Müller 2017.
- Musil-Forum. Studien zur Literatur der Klassischen Moderne. Im Auftrag der Internationalen Robert-Musil-Gesellschaft hg. mit Rosmarie Zeller. Bd. 35 (2017/2018). Berlin/Boston: de Gruyter 2018 [Themenschwerpunkt: „Poetik der kleinen Form“].
- Der Streit um Klassizität. Polemische Konstellationen vom 18. zum 21. Jahrhundert. Hg. mit Daniel Ehrmann. Paderborn: Brill Fink 2021.
- Musil-Forum. Studien zur Literatur der Klassischen Moderne. Im Auftrag der Internationalen Robert-Musil-Gesellschaft hg. mit Rosmarie Zeller. Bd. 36 (2019/2020). Berlin/Boston: de Gruyter 2021 [Themenschwerpunkt: „Literatur und Polemik in der Klassischen Moderne: Musil und Zeitgenossen“].
- Musil-Forum. Studien zur Literatur der Klassischen Moderne. Im Auftrag der Internationalen Robert-Musil-Gesellschaft hg. mit Rosmarie Zeller. Bd. 37 (2021/2022). Berlin/Boston: de Gruyter 2023 [Themenschwerpunkt: „Musil übersetzen“].